# Pseudotypage
Le pseudotypage consiste à produire des virus ou des vecteurs viraux combinés à des protéines d'enveloppe étrangères. Le résultat s'appelle une particule virale pseudotypée.
La protéine d'enveloppe étrangère confère au virus un tropisme ou une stabilité différente. Les particules pseudotypées ne portent pas le matériel génétique nécessaire pour produire des copies des protéines d'enveloppe étrangères, ce qui fait que les éventuels virions produits par le virus ne porteront pas les modifications phénotypiques.
Parmi les protéines souvent utilisées, on trouve la glycoprotéine G du virus de la stomatite vésiculaire (VSV). Cette protéine permet la transduction dans tous les types cellulaires.